# Brilliant (singel)
Brilliant – singiel zespołu D’espairsRay wydany w 2008 roku.

## Lista utworów
1. Brilliant – 4:35
2. Cocoon – 3:57